# Stade (Allemagne)
Pour les articles homonymes, voir Stade (homonymie)#Toponyme.

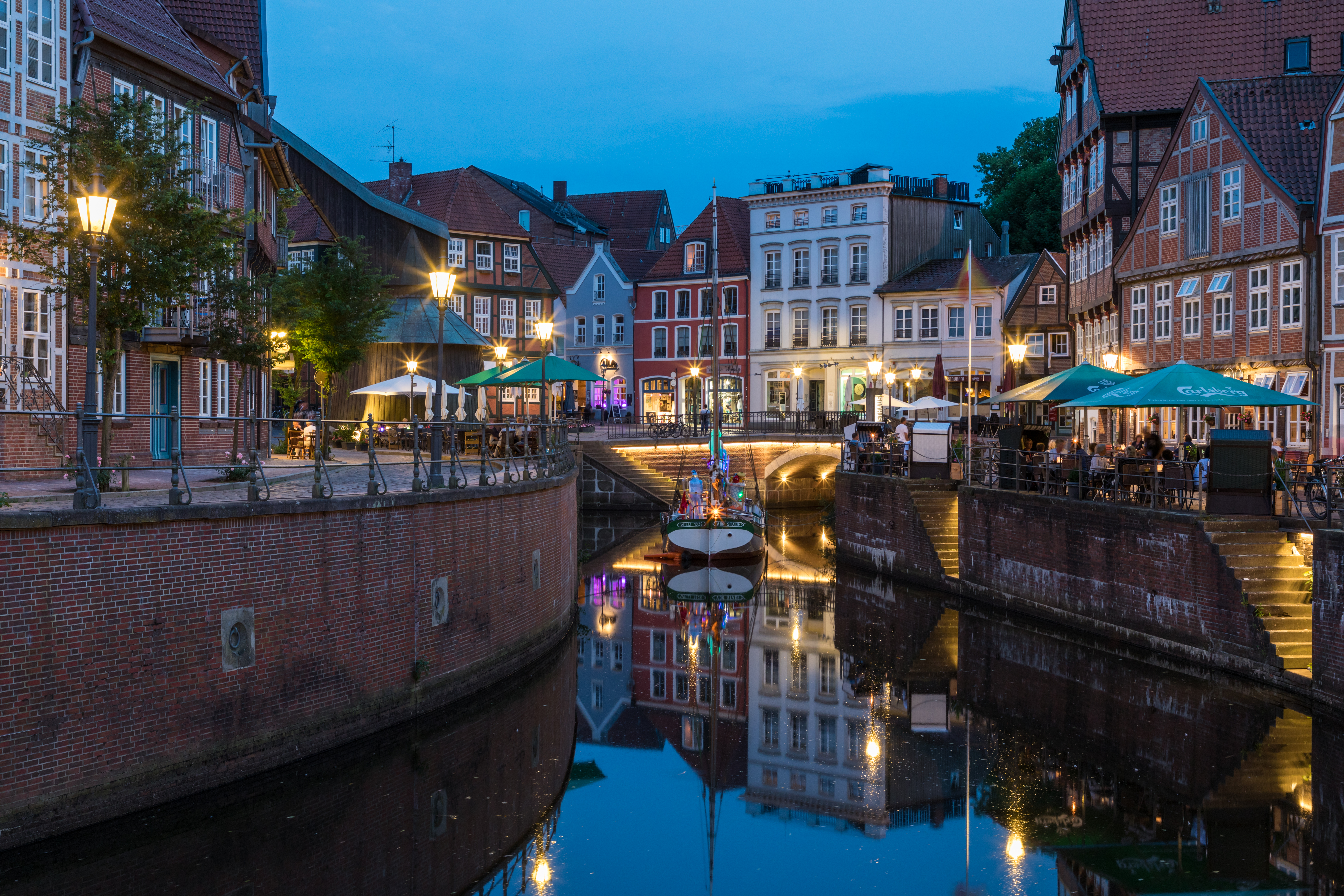
Le port de la ville de Stade. Juin 2018.

La ville de Stade (en bas allemand : Stood) est située entre Hambourg et Cuxhaven dans le Land de Basse-Saxe en Allemagne. Elle appartenait à la Ligue hanséatique.

## Géographie
La ville s'est établie sur la rivière Schwinge et s'étend actuellement jusqu'à l'estuaire de l'Elbe à l'est de la ville. Stade était le chef-lieu du canton de Stade (nds) (1810 – 1814), de l'ancien arrondissement de Stade (1810 – 1814), de Brême-et-Verden (1648 – 1810, 1814 – 1823) et est le chef-lieu de l'actuel arrondissement de Stade (depuis 1885).

## Histoire
| Appartenances historiques Principauté archiépiscopale de Brême 1236-1648 Brême-et-Verden 1648-1807 Royaume de Westphalie 1807-1811 Empire français (Bouches-de-l'Elbe) 1811-1814 Brême-et-Verden 1814-1823 Royaume de Hanovre 1823-1866 Royaume de Prusse (Province de Hanovre) 1866-1918 République de Weimar 1918-1933 Reich allemand 1933-1945 Allemagne occupée 1945-1949 Allemagne 1949-présent |

Cette ville a été fondée il y a plus de mille ans. Au Moyen Âge, le port de Stade était rival de celui de Hambourg. Stade fut occupée par les Suédois pendant la guerre de Trente Ans. En 1659 la ville connaît un grand incendie qui détruit deux tiers des maisons. L'hôtel de ville est de style gothique. Ses voûtes de cave n'ont pas été détruites par l'incendie. Son port quant à lui a été construit aux alentours des années 1250. Il a une structure originale et reste en bon état grâce aux reconstructions minutieuses.

## Jumelages
- Karlshamn (Suède) depuis 1984
- Givat Schmuel (Israël) depuis 1987
- Goldap (Pologne) depuis 1998
- Lakewood (Colorado) (États-Unis) depuis 1995 (non officiel)

## Industrie
Une importante usine d'Airbus (anciennement Deutsche Airbus) est installée à Stade.